# Grand Prix automobile de France 1969

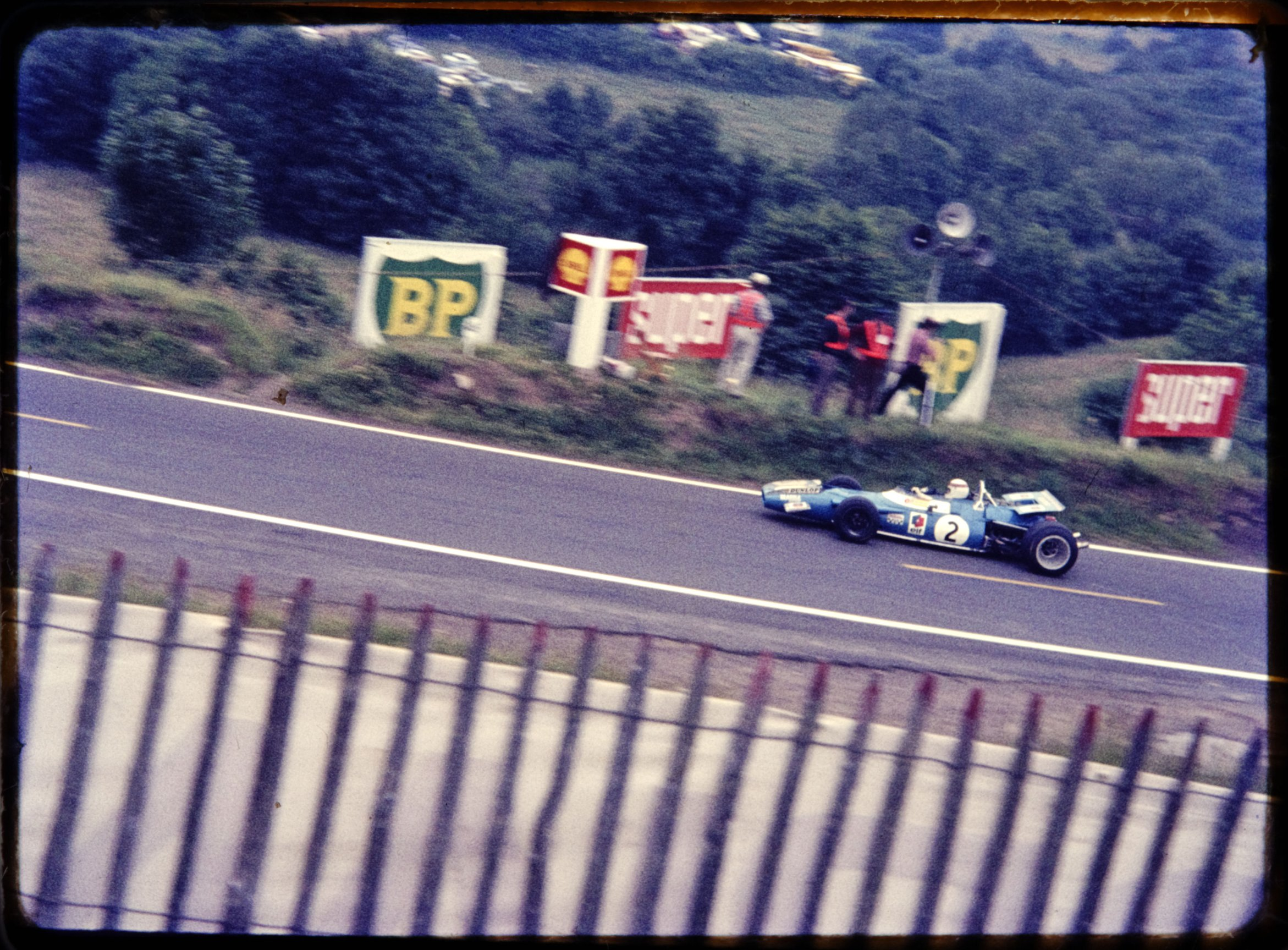
Le vainqueur Jackie Stewart sur le Grand Prix de France 1969

Résultats du Grand Prix de France de Formule 1 1969 qui a eu lieu sur le circuit de Charade à Saint-Genès-Champanelle le 7 juillet.

## Classement
| Pos  | N° | Pilote               | Écurie       | Tours | Temps/Abandon     | Grille | Points |
| ---- | -- | -------------------- | ------------ | ----- | ----------------- | ------ | ------ |
| 1    | 2  | Jackie Stewart       | Matra-Ford   | 38    | 1 h 56 min 47 s 4 | 1      | 9      |
| 2    | 7  | Jean-Pierre Beltoise | Matra-Ford   | 38    | + 57 s 1          | 5      | 6      |
| 3    | 11 | Jacky Ickx           | Brabham-Ford | 38    | + 57 s 3          | 4      | 4      |
| 4    | 5  | Bruce McLaren        | McLaren-Ford | 37    | + 1 tour          | 7      | 3      |
| 5    | 10 | Vic Elford           | McLaren-Ford | 37    | + 1 tour          | 10     | 2      |
| 6    | 2  | Graham Hill          | Lotus-Ford   | 37    | + 1 tour          | 8      | 1      |
| 7    | 12 | Silvio Moser         | Brabham-Ford | 36    | + 2 tours         | 13     |        |
| 8    | 4  | Denny Hulme          | McLaren-Ford | 35    | + 3 tours         | 2      |        |
| 9    | 3  | Jo Siffert           | Lotus-Ford   | 34    | + 4 tours         | 9      |        |
| Abd. | 6  | Chris Amon           | Ferrari      | 30    | Moteur            | 6      |        |
| Abd. | 15 | Jochen Rindt         | Lotus-Ford   | 22    | Problème physique | 3      |        |
| Abd. | 9  | Piers Courage        | Brabham-Ford | 21    | Châssis           | 11     |        |
| Abd. | 14 | John Miles           | Lotus-Ford   | 1     | Pompe à essence   | 12     |        |

Légende :
- Abd.=Abandon

## Pole position et record du tour
- Pole position : Jackie Stewart en 3 min 00 s 6 (vitesse moyenne : 160,565 km/h).
- Tour le plus rapide : Jackie Stewart en 3 min 02 s 7 au 27e tour (vitesse moyenne : 158,719 km/h).

## Tours en tête
- Jackie Stewart 38 (1-38)

## À noter
- 9e victoire pour Jackie Stewart.
- 7e victoire pour Matra en tant que constructeur.
- 20e victoire pour Ford Cosworth en tant que motoriste.